# Norbert Saada
Pour les articles homonymes, voir Saada.
Norbert Saada , né le 9 novembre 1938 à Gabès en Tunisie, est un producteur de musique, de cinéma et de télévision franco-tunisien.

## Biographie
Au début des années 1950, Norbert Saada fréquente l'école de l'Alliance israélite, rue Malta Srira à Tunis.  
Il quitte la Tunisie pour la France en 1957 et est pensionnaire au collège Sainte-Barbe à Paris mais finalement, il devient vendeur d’aspirateurs puis de trousseaux. 
En 1963, il est animateur-danseur au club Saint-Hilaire de la rue de Ponthieu, animé par François Patrice et fréquenté par la jet-set d'alors. Sa fréquentation des boîtes de nuit lui fait croiser la route d'un Libanais qui lui demande de venir animer des soirées à Beyrouth. 
Rentré en France un an plus tard, Il est au club Saint Hillaire et attend l'ouverture « Des Caves du roi » à Saint-Tropez. Il rencontre Eddie Barclay qui lui propose de travailler dans sa maison de disques en tant que directeur artistique, alors qu'il n'a alors aucune connaissance du milieu du disque. Le premier disque qu'il y réalise en 1964 est le 45 tours d’Hugues Aufray, Dès que le printemps revient.
D'abord directeur artistique pour la maison de disques Barclay de 1964 à 1968, puis producteur indépendant, il participe activement au grand mouvement de la chanson française des années 1960, travaillant aux côtés de Jacques Brel, Léo Ferré, Charles Aznavour, Dalida, Mireille Mathieu, Hugues Aufray, etc.,. 
En 1968, il devient gérant de « La Compagnie », maison d'édition puis label indépendant qu'il a créé avec Hugues Aufray, où il engage comme directeur artistique le chanteur José Bartel. Ce label produit les albums de France Gall, Nicole Croisille, Gilles Dreu, Michel Colombier, etc..
Il produit en outre Otis Redding pour Atlantic, Liza Minnelli pour Capitol, Sammy Davis Jr, les Walker Brothers pour le film de Robert Hossein Une corde, un Colt... (1969), Annie Girardot, Brigitte Bardot, mais aussi Stan Getz pour le film de Georges Lautner Mort d'un pourri (1977), Astor Piazzolla pour le film Armaguedon (1977), Ennio Morricone pour Mon nom est personne en 1973 et Espion lève-toi, en 1982, etc.
À partir des années 1970, Norbert Saada devient surtout actif dans le domaine du cinéma. Il démarre aux côtés de Sergio Leone qui deviendra son ami, qu'il ne quittera pas pendant plusieurs années pour la préparation du film Il était une fois l'Amérique, tout en travaillant sur Il était une fois la révolution (1971) et en co-produisant avec lui Mon nom est personne (1973) et Un génie, deux associés, une cloche (1975) de Daminano Damiani[réf. souhaitée].
Rentré en France et sous l'égide amicale d'Alain Delon, il poursuit une carrière de producteur en produisant avec lui quatre films : Monsieur Klein, Armaguedon, Mort d'un pourri et Attention, les enfants regardent.
Il crée sa propre structure de production en 1978 et collabore avec UGC.
En 1993, il écrit et produit, en partenariat avec la chaîne de télévision Canal +, la série Antoine Rives, le juge du terrorisme avec Jacques Weber dans le rôle-titre.
En 2017, Norbert Saada fait partie de la distribution du documentaire Les Magnifiques de Mathieu Alterman et Yves Azéroual, qui met en lumière l'histoire de cinq jeunes gens (Régis Talar, Robert Castel, Enrico Macias, Philippe Clair et lui) partis d'Afrique du Nord à vingt ans et qui ont révolutionné la pop-culture française des années 1960 à 1980,,,.
Depuis 2000, il agit comme conseiller financier dans diverses transactions financières et audiovisuelles[réf. souhaitée].

## Distinctions
- Chevalier des Arts et des Lettres
- Chevalier de l'ordre national du Mérite
- Membre de la commission de classification des œuvres cinématographiques depuis 1986

## Cinéma

### Producteur
- 1973 : Mon nom est Personne de Tonino Valerii : coproducteur
- 1976 : Un génie, deux associés, une cloche de Damiano Damiani : coproducteur
- 1976 : Monsieur Klein de Joseph Losey : coproducteur
- 1977 : Armaguedon d’Alain Jessua : producteur exécutif
- 1977 : Mort d'un pourri de Georges Lautner : producteur délégué
- 1978 : Attention, les enfants regardent de Serge Leroy : coproducteur
- 1979 : Ils sont grands, ces petits de Joël Santoni : producteur
- 1979 : Bobo Jacco de Walter Bal : coproducteur
- 1980 : L'Entourloupe de Gérard Pirès : producteur
- 1980 : Contes pervers de Régine Deforges : coproducteur
- 1982 : Espion, lève-toi d’Yves Boisset : producteur
- 1982 : Le Quart d'heure américain de Philippe Galland : : Producteur
- 1983 : Le Prix du danger d’Yves Boisset : producteur
- 1983 : La Mort de Mario Ricci de Claude Goretta : producteur
- 1984 : Canicule d’Yves Boisset : producteur
- 1984 : L'Addition de Denis Amar : producteur
- 1984 : Réveillon chez Bob de Denys Granier-Deferre : producteur
- 1985 : Spécial police de Michel Vianey : producteur
- 1985 : On ne meurt que deux fois de Jacques Deray : producteur
- 1987 : La Vie dissolue de Gérard Floque de Georges Lautner : producteur
- 1989 : Le Crime d'Antoine de Marc Rivière : producteur
- 1989 : La Barbare de Mireille Darc : producteur
- 1993 : Archipel de Pierre Granier-Deferre : producteur
- 1993 : Les Ténors de Francis de Gueltzl : producteur

### Acteur
- 1979 : Ils sont grands, ces petits de Joël Santoni : Saada
- 1982 : Le Grand Pardon d’Alexandre Arcady : non crédité
- 1987 : La Vie dissolue de Gérard Floque de Georges Lautner : l’ingénieur du son

## Télévision

### Producteur
- 1993 : Antoine Rives, juge du terrorisme, série (6 épisodes)